# Quaranta-dos
El quaranta-dos és un nombre parell que s'escriu 42 en xifres àrabs i XLII en les romanes. És un nombre compost que precedeix el quaranta-tres i segueix el quaranta-u.
Ocurrències del 42:
- És el nombre de dents dels gossos i llops
- És el nombre atòmic del molibdè
- Els antecedents de Jesús (en generacions) citats als evangelis
- el Ma'at egipci o llei moral suprema té 42 principis
- Segons la Càbala, Déu creà l'univers gràcies a aquest nombre. Potser per aquest motiu és «La Resposta a la Pregunta Definitiva sobre la Vida, l'Univers i Tot Plegat» en la paròdica Guia galàctica per a autostopistes de Douglas Adams
- És un nombre de la mala sort per als japonesos, perquè es pronuncia d'una manera semblant a «anar a morir»
- L'any 42, el 42 aC o el 1942
- Als 42 anys es compleixen les noces de nacre
- L'agent Mulder, de la sèrie X-Files, viu a l'apartament 42
- És el darrer nombre de la sèrie de nombres misteriosos de Lost
- Una marató té 42,195 km
- El numeral preferit del doctor protagonista de House